# Акколада (музыка)

Акколада

Акколада — скобка, посредством которой соединяются слева две или несколько систем нотных линий, которые играются одновременно одним или несколькими инструментами. Ряд связанных скобкой линий также называется акколадой, они соединяются общими тактовыми чертами.
В зависимости от того, играет ли один инструмент, или разные, применяется соответственно фигурная или прямая акколада.
Используется в записях фортепианных и органных произведений, оркестровых и хоровых партитурах. В фортепианной партитуре верхняя строка исполняется правой рукой, нижняя — левой.

## Виды акколад
| Общая прямая     |
| Групповая прямая |
| Фигурная         |